# Phare de Dungeness (Old)
Pour les articles homonymes, voir Dungeness.
Le vieux phare de Dungeness (ou Dungeness Old Lighthouse) est un ancien phare situé sur le cap de Dungeness, dans le Romney Marsh, une zone de basse-terre du comté de Kent en Angleterre.
Ce phare a été géré par la Trinity House Lighthouse Service de Londres, l'organisation de l'aide maritime des côtes de l'Angleterre, jusqu'en 1960. Il est devenu une attraction depuis sa vente à un particulier.
Il est maintenant protégé en tant que monument classé du Royaume-Uni de Grade II.

## Histoire
Le premier feu a été érigé en 1615 sur une tour en bois de 10 m, accordé par le roi James 1er. Celui-ci fut vite remplacé, vingt ans plus tard, par une structure en brique. En 1790, il a été remplacé par une haute tour de 35 m, dont la lumière était émise par des lampes à huile de type Argand.
Ce troisième phare fut pris en charge par Trinity House en 1836 et électrifié en 1862, devenant le premier phare alimenté électriquement en Angleterre. Mais la technique électrique n'étant pas encore très fiable, les lampes à huile ont repris du service.
Ce quatrième phare a été construit en 1904 sur ce site de la péninsule de Dungeness. C'est une ronde ronde en brique de 43.5 m de haut, avec galerie et lanterne. La tour est totalement peinte en noir, la galerie et la lanterne sont en blanc. La maison des gardiens est à proximité. Il a été désaffecté en 1960 et été remplacé par le nouveau phare de Dungeness en raison du fait que sa lumière a été en partie cachée par la centrale nucléaire voisine.
Il a été ouvert au public comme attraction d'intérêt historique après son rachat par un particulier. Le phare est ouvert aux visites publiques en été et durant certains week-ends.
Identifiant : ARLHS : ENG-275 .
|                    |
| Escalier intérieur |

|                  |
| Lentille colorée |

### Lien connexe
- Liste des phares en Angleterre